# О немецком зодчестве
В статье «О немецком зодчестве» (нем. Von deutscher Baukunst), опубликованной в 1773 году и посвящённой архитектору Страсбургского собора Эрвину фон Штейнбаху, Иоганн Вольфганг Гёте обращается к теме истинного искусства и гения. Свою концепцию он иллюстрирует на примере возведённого Штейнбахом сооружения.

## Содержание статьи Гёте
Гёте начинает статью с похвалы сооружению Штейнбаха. Относясь к архитектору с почтением, поэт тем не менее не преследует в своей работе цель создания «памятника» Штейнбаху, ведь последний и сам прекрасно справился с этой задачей, воздвигнув Страсбургский собор. Когда Гёте впервые увидел это здание, он ещё был охвачен всеобщим предубеждением о том, что всё готическое чрезмерно перегружено произвольными украшениями. Готическое означало для него, как и для большинства его современников, всё то, что не вписывалось в его понимание искусства. Это суждение потеряло всю свою силу вследствие неожиданных эмоций, которые поэт испытал при виде этого собора. У Гёте создалось впечатление, что все отдельные части сооружения гармонировали друг с другом. Собор предстал перед ним как вечное божественное творение. Вследствие этого Гёте утверждал, что было бы неправильно назвать Страсбургский собор готическим, потому что это звучало бы недостаточно почтительно по отношению к нему.
По мнению Гёте, Штейнбах был первым, кому удалось в произведении искусства слить в гармоническое целое бесчисленные отдельные части. Кроме того, Штейнбах воплотил в соборе только собственные идеи и не допустил реализации чужих, отдавшись при этом во власть прежде всего своих собственных чувств. Благодаря Страсбургскому собору Штейнбах достиг бессмертного богоподобного статуса. Именно так считает Гёте, приписывая ему обладание той же созидательной силой, которая присуща богам. Более того, архитектор как будто бы принёс людям большее счастье, нежели Прометей. Ввиду этого Штейнбах соответствует представлениям Гёте о гении. Согласно последнему, в каждом человеке есть созидательное начало, которое становится тем отчётливее, чем больше человек руководствуется своими чувствами.
Чтобы пояснить свои представления о подлинном искусстве, Гёте приводит в пример французов и итальянцев — как ему кажется, противоположный Штейнбаху образ. По его мнению, их архитектурные шедевры основаны на старых формах и лишь подражают им. Но в данном случае, согласно Гёте, уместнее говорить даже не о подражании, а об использовании чужих мыслей и об их искажении. Французы и итальянцы не в состоянии, по словам Гёте, создавать вечное, так как они не полагаются на собственные чувства, и потому их творения не достигают гармонического воздействия. При создании своих произведений они придерживаются того, чего от них требуют другие. Поэтому они и не создали ничего по-настоящему оригинального. Поскольку люди всё ещё делают выводы о том, что правильно, исходя из старых принципов и правил, то и в сфере искусства, по мнению Гёте, возникает не нечто новое, а всё то же однообразное и патриархальное старое. Так как действующие правила часто направлены против природы, то они препятствуют искусству как таковому, а также его познанию. Это означает, что из-за их наличия люди не способны познавать истину. Для Гёте было невыносимо порождённое старыми правилами однообразие, он полагал, что последнее угнетает его душу.
Подлинное искусство, согласно Гёте, выражается в том, что там, как и в природе, бесчисленные отдельные части вместе создают гармоническое целое, причём все они имеют своё назначение и ни одна из них не бесполезна. Искусство возникает из произвольных форм, поскольку чем-то целостным оно становится лишь в ощущениях, и из оригинальных идей, к которым не примешаны нежелательные, согласно И. Г. Гердеру, влияния со стороны. Эта форма искусства единственно подлинная. Гёте не любит ничего искусственного, а естественность относится прежде всего к природе. По этой причине людям следовало бы прекратить приукрашать вещи вокруг них (то есть природу), так как последние и так уже совершенны. Гёте усматривает красоту там, где многие окружающие его люди видят лишь нецивилизованность («грубость»), поэтому он в состоянии восхвалять Страсбургский собор исходя из того, в чём другие, возможно, обнаружат своё непонимание. Эта красота постигается чувством и рационально не объяснима. Критикам собора, по словам Гёте, следовало бы уйти к итальянцам и французам и, таким образом, отвернуться от «подлинного искусства». Данный собор заслуживает признания, ввиду чего поэт призывает закрыть глаза на некоторые, с его точки зрения, неудачные эксперименты Штейнбаха.

## Эрвин фон Штейнбах как гений для Гёте
В движении «Буря и натиск» гением считался тот, кто был образцом человека с выдающимися творческими способностями и кто поступал согласно собственным, индивидуальным ценностям, нормам, планам и идеям. Таким образом, гений был воплощением человеческой самореализации. Более того, гением являлся тот, кто совершил нечто поворотное для будущего или настоящего. Природа была существенной составной частью гениальности. Многие из этих примет можно найти и у Штейнбаха. Гёте присуждает Штейнбаху и ещё одну отличительную черту настоящего гения, а именно созидательную мощь («…ты разделяешь судьбу с тем зодчим, который горы воздвиг превыше облаков…»). Чтобы подчеркнуть божественный характер созидательной силы Штейнбаха, Гёте часто использует библейские сравнения: например, когда называет спроектированный Штейнбахом собор «Вавилонской башней», а также «широко разветвлённым древом господним», чтобы подчеркнуть его величие. В дополнение к этому, Гёте объясняет на примере Штейнбаха, как он понимает самобытность, так как Штейнбах создал своё великое творение, будучи окрылённым не «чужими крыльями», а своей собственной идеей, зародившейся и получившей развитие в его душе. Эта собственная идея никогда бы не смогла возникнуть, если бы архитектор позволил себе следовать шаблонам. Страсбургский же собор стал плодом и носителем его оригинальности. То, что Гёте считает Штейнбаха гением, становится ясным из сравнения последнего с Прометеем в описываемой нами статье. Штейнбах — Прометей для Гёте, поскольку он тоже обладает божественной созидательной силой.

## «Подлинное искусство» для Гёте
Для Гёте подлинное искусство выражается в том, что в художественном произведении заметна индивидуальность творца, то есть речь идёт о характерном искусстве. При этом художник должен следовать своему чувству, а не планомерностям, старым мерилам и установленным шаблонам. Чем больше чувств художник вкладывает в произведение искусства, тем живее красота, которую последнее обнаруживает. Так как искусство должно руководствоваться преимущественно природой и так как в природе ничто не бесполезно, то и в подлинном искусстве так же нет ничего бесполезного. Более того, бесчисленные отдельные части там гармонируют друг с другом и в итоге составляют в глазах созерцателя цельное художественное произведение. Индивидуальность для искусства очень важна. В архитектуре, к примеру, она проявляется в свободно стоящих колоннах. Тем, что они не замурованы, они символизируют, какими должны быть творцы: свободными от принципов.

## Релевантность для эпохи «Бури и натиска»
Эта статья Гёте релевантна для «Бури и натиска» постольку, поскольку Гёте здесь на основании Эрвина фон Штейнбаха и Страсбургского собора объясняет, чем для него является искусство и что он понимает под гением. Исходя из этого, можно считать его замечания путеводной звездой для современного ему общества. Кроме того, Гёте ссылается на Гердера, когда он пишет, что искусство должно подпитываться оригинальными идеями. Эти идеи, так же как и ощущения созерцателя, не должны скрываться за абстракциями и чужими мыслями. Типичным для «Бури и натиска» является и то, что статью характеризуют такие понятия как «душа», «ощущение» и «чувство».